# Copa del Món de ciclisme femení
La Copa del Món de ciclisme femení (oficialment: UCI Women's Road World Cup) és una antiga competició ciclista femenina creada per la Unió Ciclista Internacional. Constava d'una sèrie de curses ciclistes, que variaven segons els anys. En cada cursa s'atorgaven una sèrie de punts a les ciclistes segons la seva posició final en la cursa i les victòries d'etapa, els quals donaven lloc a dues classificacions diferents: individual i per equips comercials. Creada el 1998, a imitació de la seva homònima masculina, va durar fins al 2015 quan va ser substituïda per la UCI Women's WorldTour.

## Curses
| Cursa                                       | País            | Anys a la Copa del Món     |
| ------------------------------------------- | --------------- | -------------------------- |
| Geelong World Cup                           | Austràlia       | 1998-2008                  |
| Liberty Classic                             | Estats Units    | 1998-2001                  |
| Copa del món ciclista femenina de Mont-real | Canadà          | 1998-2009                  |
| Trofeu Internacional                        | França          | 1998-1999, 2001            |
| Ladies Tour Beneden-Maas                    | Països Baixos   | 1998-1999                  |
| Gran Premi de Suïssa                        | Suïssa          | 1998-2002                  |
| New Zealand World Cup                       | Nova Zelanda    | 1999, 2001-2002, 2005-2006 |
| Primavera Rosa                              | Itàlia          | 1999-2005                  |
| Fletxa Valona                               | Bèlgica         | 1999-2015                  |
| Rotterdam Tour                              | Països Baixos   | 2000-2006                  |
| Gran Premi Castella i Lleó                  | Espanya         | 2002-2006                  |
| Gran Premi de Plouay                        | França          | 2002-2015                  |
| Amstel Gold Race                            | Països Baixos   | 2003                       |
| Volta a Nuremberg                           | Alemanya        | 2003-2009                  |
| Tour de Flandes                             | Bèlgica         | 2004-2015                  |
| Gran Premi de Gal·les                       | Regne Unit      | 2005                       |
| Tour de Berna                               | Suïssa          | 2006-2009                  |
| Open de Suède Vårgårda                      | Suècia          | 2006-2015                  |
| L'hora d'or femenina                        | Dinamarca       | 2006                       |
| Tour de Drenthe                             | Països Baixos   | 2007-2015                  |
| Trofeu Alfredo Binda-Comune di Cittiglio    | Itàlia          | 2008-2015                  |
| Open de Suède Vårgårda TTT                  | Suècia          | 2008-2015                  |
| Tour de Chongming Island                    | R.P. de la Xina | 2010-2015                  |
| Gran Premi de la Vila de Valladolid         | Espanya         | 2010-2011                  |
| Sparkassen Giro Bochum                      | Alemanya        | 2014-2015                  |
| Philadelphia Cycling Classic                | Estats Units    | 2015                       |

## Resultats

### Classificació individual
| Any  | Vencedora            | Segona                 | Tercera             |
| ---- | -------------------- | ---------------------- | ------------------- |
| 1998 | Diana Žiliūtė        | Alessandra Cappellotto | Deirdre Demet-Barry |
| 1999 | Anna Wilson          | Hanka Kupfernagel      | Tracey Gaudry       |
| 2000 | Diana Žiliūtė        | Pia Sundstedt          | Mirjam Melchers     |
| 2001 | Anna Millward        | Mirjam Melchers        | Susanne Ljungskog   |
| 2002 | Petra Rossner        | Mirjam Melchers        | Regina Schleicher   |
| 2003 | Nicole Cooke         | Regina Schleicher      | Mirjam Melchers     |
| 2004 | Oenone Wood          | Petra Rossner          | Angela Brodtka      |
| 2005 | Oenone Wood          | Susanne Ljungskog      | Mirjam Melchers     |
| 2006 | Nicole Cooke         | Ina-Yoko Teutenberg    | Annette Beutler     |
| 2007 | Marianne Vos         | Nicole Cooke           | Ina-Yoko Teutenberg |
| 2008 | Judith Arndt         | Suzanne de Goede       | Marianne Vos        |
| 2009 | Marianne Vos         | Emma Johansson         | Kirsten Wild        |
| 2010 | Marianne Vos         | Emma Johansson         | Kirsten Wild        |
| 2011 | Annemiek van Vleuten | Marianne Vos           | Emma Johansson      |
| 2012 | Marianne Vos         | Judith Arndt           | Evelyn Stevens      |
| 2013 | Marianne Vos         | Emma Johansson         | Eleonora van Dijk   |
| 2014 | Elizabeth Armitstead | Emma Johansson         | Marianne Vos        |
| 2015 | Elizabeth Armitstead | Anna van der Breggen   | Jolien D'Hoore      |

### Classificació per equips
| Any  | Primer                        | Segon                   | Tercer                     |
| ---- | ----------------------------- | ----------------------- | -------------------------- |
| 2006 | Univega Pro Cycling Team      | T-Mobile Women          | Buitenpoort-Flexpoint Team |
| 2007 | Raleigh Lifeforce Creation HB | Team DSB Bank           | T-Mobile Women             |
| 2008 | Team Columbia Women           | Nürnberger Versicherung | Menikini Selle Italia      |
| 2009 | Cervélo TestTeam Women        | DSB Bank LTO            | Red Sun Cycling Team       |
| 2010 | Cervélo TestTeam Women        | Team HTC-Columbia Women | Team Nederland Bloeit      |
| 2011 | Team Nederland Bloeit         | HTC-Highroad Women      | Team Garmin-Cervélo Women  |
| 2012 | Stichting Rabo Women          | Orica-AIS               | Specialized-lululemon      |
| 2013 | Rabo Women                    | Orica-AIS               | Specialized-lululemon      |
| 2014 | Rabo Liv Women                | Boels Dolmans           | Specialized-lululemon      |
| 2015 | Rabo Liv Women                | Wiggle Honda            | Boels Dolmans              |